# Abreuvoir des Aveugles
L’abreuvoir des Aveugles est une fontaine d'eau potable situé dans la rue au Beurre, à Bruxelles, en Belgique, en face de l'église Saint-Nicolas.
La sculpture, œuvre de Jos De Decker, reprend un détail d'un tableau de Pieter Brueghel l'Ancien, La Parabole des aveugles. 
Il s'agit donc d'un des abreuvoirs breugheliens de Bruxelles.